# Горушка (Бокситогорський район)
Горушка (рос. Горушка) — присілок Бокситогорського району Ленінградської області Росії. Входить до складу Великодвірського сільського поселення.
Населення — 3 особи (2012 рік).